# Olympische Winterspiele 1994/Teilnehmer (Südafrika)
| Gelbes Symbol für Goldmedaillen mit stilisierten Olympischen Ringen | Graues Symbol für Silbermedaillen mit stilisierten Olympischen Ringen | Braundes Symbol für Bronzemedaillen mit stilisierten Olympischen Ringen |
| ------------------------------------------------------------------- | --------------------------------------------------------------------- | ----------------------------------------------------------------------- |
| —                                                                   | —                                                                     | —                                                                       |

Südafrika nahm an den Olympischen Winterspielen 1994 im norwegischen Lillehammer mit zwei Athleten teil.

## Flaggenträger
Der Eiskunstläufer Dino Quattrocecere trug die Flagge Südafrikas während der Eröffnungsfeier im Skisprungstadion.

## Teilnehmer nach Sportarten

### Shorttrack
| Athleten    | Wettbewerbe | Vorlauf     | Vorlauf | Viertelfinale | Viertelfinale | Halbfinale    | Halbfinale    | Finale        | Finale        | Rang |
| Athleten    | Wettbewerbe | Zeit        | Rang    | Zeit          | Rang          | Zeit          | Rang          | Zeit          | Rang          | Rang |
| ----------- | ----------- | ----------- | ------- | ------------- | ------------- | ------------- | ------------- | ------------- | ------------- | ---- |
| Frauen      |             |             |         |               |               |               |               |               |               |      |
| Cindy Meyer | 500 m       | 1:17,18 min | 4       | ausgeschieden | ausgeschieden | ausgeschieden | ausgeschieden | ausgeschieden | ausgeschieden | 29   |
| Cindy Meyer | 1000 m      | 1:47,85 min | 3       | ausgeschieden | ausgeschieden | ausgeschieden | ausgeschieden | ausgeschieden | ausgeschieden | 23   |

### Eiskunstlauf
| Athleten           | Wettbewerbe | Pflichttanz 1 | Pflichttanz 1 | Pflichttanz 2 | Pflichttanz 2 | Originaltanz | Originaltanz | Kurzprogramm | Kurzprogramm | Kür/Kürtanz | Kür/Kürtanz | Gesamt    | Gesamt |
| Athleten           | Wettbewerbe | Bewertung     | Rang          | Bewertung     | Rang          | Bewertung    | Rang         | Bewertung    | Rang         | Bewertung   | Rang        | Bewertung | Rang   |
| ------------------ | ----------- | ------------- | ------------- | ------------- | ------------- | ------------ | ------------ | ------------ | ------------ | ----------- | ----------- | --------- | ------ |
| Männer             |             |               |               |               |               |              |              |              |              |             |             |           |        |
| Dino Quattrocecere | Einzel      | –             | –             | –             | –             | –            | –            | 11,5         | 23           | 24,0        | 24          | 35,5      | 24     |